# Stadio do Lumiar
Lo Stadio do Lumiar (in portoghese Estádio do Lumiar) è stato uno stadio di calcio situato a Lisbona in Portogallo. Fu inaugurato nel 1914 e chiuso nel 1956, anno in cui fu inaugurato il nuovo stadio José Alvalade.